# Приходько, Борис Викторович
Борис Викторович Приходько (рожд. 23 января 1973, пгт Лосиновка, Нежинский район, Черниговская область) — украинский финансист, заместитель Председателя Национального банка Украины (с декабря 2012).
Народный депутат Украины 9-го созыва. Член Комитета Верховной Рады по вопросам экономического развития и депутатской группы «Доверие» .

## Биография
Окончил Носовскою школу. Учился на финансово-экономическом факультете Киевского национального экономического университета (1990 — 1994).
Работал в банковской сфере с 1993 года («Украина», «Крещатик», «Ощадбанк»).
В 2008 — 2012 гг. — директор казначейства «Ощадбанка».
17 декабря 2012 года назначен первым заместителем Председателя Национального банка Украины. Государственный служащий 3-го ранга (с января 2013).
31 июля 2014 Борис Приходько был задержан Генеральной прокуратурой Украины (ГПУ). По словам заместителя генерального прокурора Николая Герасимюка следствие установило, что в феврале 2014 Приходько в сговоре с председателем правления Аграрного фонда Украины и должностными лицами Брокбизнесбанка незаконно завладел 2 млрд. 69 млн.грн. средств Аграрного фонда. Расследование проходило по статьям 191 («Присвоение, растрата имущества или завладение им путем злоупотребления служебным положением») и 209 («Легализация (отмывание) доходов, полученных преступным путем») Уголовного кодекса.
1 августа 2014 суд избрал меру пресечения для Бориса Приходько в виде содержания под стражей и назначил залог 200 млн гривен.
11 августа на брифинге в Киеве генеральный прокурор Украины Виталий Ярема заявил, что Борис Приходько успел перевести выведены деньги в Европу.
22 октября 2014 Национальный банк Украины уволил заместителя председателя Бориса Приходько в порядке люстрации.
10 июля 2015 Генпрокуратура передала дело Приходько в суд.